# Ramracha
Ramracha, Ramaracha oder Ramrachathirat (Thai: Somdet Phra Ramrachathirat สมเด็จพระรามราชาธิราช, auch: Chao Phraya Ram - เจ้าพระยาราม) war von 1395 (C.S. 757) bis 1409 (C.S. 771) der sechste König des siamesischen Reiches von Ayutthaya. Andere Chroniken nennen als Regierungszeit die Jahre 1387 (C.S. 749) bis 1401 (C.S. 763).

## Leben
Ramrachas Vater, König Ramesuan, starb an einer unbekannten Krankheit, kurz nachdem er Wat Phu Khao Thong gegründet hatte. Sein Sohn Rama, gerade erst 21 Jahre alt, ließ sich als Ramrachathirat (kurz: Ramracha) zum König krönen.
Er sandte den Prinzen Nakhon In, den jüngeren Bruder von Thong Chan, der von seinem Vater Ramesuan vor sieben Jahren getötet worden war, als Gouverneur nach Suphanburi. Er stattete ihn mit so vielen Rechten aus, dass Nakhon In diplomatische Beziehungen mit China aufnahm, das ihn daraufhin als Thronerben ansah.
Aus unbekannten Gründen überwarf sich der König mit Chaophraya Maha Senabodi, seinem obersten Minister, so dass dieser aus der Hauptstadt ins nahe gelegene Pathakhucham flüchtete. Der Senabodi verbündete sich mit Nakhon In, ihre gemeinsamen Streitkräfte konnten den König schließlich ins Exil verweisen. Nakhon In ließ sich als Intharacha I. zum König krönen, der Senabodi bekam die Tochter einer königlichen Konkubine zur Frau. Über den Verbleib von Ramracha ist nichts überliefert.
Der Chronist Jeremias Van Vliet, Kaufmann der Niederländischen Ostindien-Kompanie, der von 1633 bis 1642 in Ayutthaya lebte, beschreibt den König so:

„Der Sohn von König Ramesuan wurde König im Alter von 21 Jahren. Er besaß wenig Weisheit, denn er sandte den Bruder des Thong Chan als Gouverneur nach Suphanburi. Er gab ihm so viel Macht, dass dieser ihn selbst tötete und sich zum König machte. Es gibt weiter nichts zu Ramrachathirat zu sagen, da er nur kurze Zeit regierte und nichts Erwähnenswertes vollbrachte.“